# Ciudad Valles
Ciudad Valles – miasto w Meksyku, w stanie San Luis Potosí. W 2014 roku liczyło około 131,6 tysięcy mieszkańców. 
Położone jest około 250 km na wschód od miasta San Luis Potosí oraz około 150 km na zachód od Tampico nad Zatoką Meksykańską. Położone jest nad rzeką Río Valles. 
W mieście rozwinął się przemysł spożywczy oraz bawełniany.

## Demografia
|  |